# گردشگری هوشمند
گردشگری هوشمند به عنوان زیرمجموعه ای از مفهوم شهر هوشمند ظاهر شده‌است، با هدف ارائه راه حل‌هایی که به نیازهای مربوط به سفرهای ویژه می‌پردازند. سیستم‌های هوشمند، که استفاده و به‌کارگیری اطلاعات برای برآورده کردن نیازهای کاربران را میسر می‌سازد، به عنوان مفهومی در مدیریت سازمان‌ها و سیستم‌های کلان به عنوان یک اصل در حال ظهور است.

## مفهوم هوشمند
مفهوم هوشمند، که اساساً از سیستم‌ها و فرایندهای یکپارچه برای یافتن راه حل استفاده می‌کند، می‌تواند از یک محصول / خدمات در سطح خرد، به یک شهر / ملت در سطح کلان توسعه یابد. به همین ترتیب، یک شهرک هوشمند جامعه ای است که در آن شهروندان، بنگاه‌های تجاری، موسسات دانش و موسسات شهری با همکاری یکدیگر برای دستیابی به یکپارچگی و کارایی سیستم تلاش می کنند تا مشارکت شهروندان و کیفیت زندگی را به‌طور مستمر بهبود بخشند. در زمینه گردشگری، مقاصد هوشمند شهری را قادر می‌سازند که به یک گزاره فروش منحصر به فرد دست یابد و تجربه کلی توریست‌ها در بازدید از مقصد را جالب تر و راحت کند. این ادبیات تأکید می‌کند که استفاده از داده، کنترل و هماهنگی و تکنولوژی (پروتکل‌ها، فرایندها و زیرساخت‌های) تبدیل به پیش سازه ای برای ایجاد بازده بهتر، بهبود پایداری، توسعه اقتصادی و افزایش کیفیت زندگی برای افراد ساکن و شاغل در شهر شده‌است. مقاصد بیشتر در جهت استقرار منابع برای ساخت شهرهایی هوشمند هستند که شامل توریسم هوشمند به عنوان جز جدایی ناپذیر سیستم‌ها و فرایندها می‌شوند. گردشگری هوشمند و سبز شدن آن به‌طور مستقیم با مفهوم شهر هوشمند مرتبط است. در حال حاضر، توسعه پایدار گردشگری هوشمند و مقاصد بیشتر در حال اولویت بندی آن به عنوان یک هدف راهبردی در فرایند برنامه‌ریزی گردشگری است. تأکید بیشتر بر برنامه‌ریزی و اجرای اقدامات پایدار از طریق راه حل‌های هوشمند شامل نهادهای مختلف از جمله دولت، موسسات آموزشی و سایر ذینفعان است که موسسات بخش دولتی را در بر می‌گیرد. چنین ابتکاراتی در توسعه زیرساخت هم از ابعاد گسترده‌تر (در بخش‌های مختلف) و دیدگاه‌های محدودتری گسترش یافته‌اند، که دومی به‌طور خاص مربوط به توریسم است. این امر ممکن است در مورد طرح‌های توسعه ای خاص که شامل فرودگاه‌های هوشمند، هتل‌های هوشمند و حمل و نقل هوشمند است دیده شود که شامل راه‌های هوایی، راه‌های آبی و سیستم‌های حمل و نقل سطح می‌باشد.

## هدف کلی از گردشگری هوشمند
هدف کلی از گردشگری هوشمند ایجاد یک رابط بین بازدیدکننده و مقصد برای یک جهت واکنشی در جهت حل نیازهای خاص است. یک مقصد گردشگری هوشمند با سطح بالایی از نوآوری و تسهیل ناشی از فناوری شناخته می شود و از نظم بالاتر و رابط‌های بیشتری برخوردار است. به‌طور خاص، این مقاصد از فناوری‌های پیشرفته و فناوری‌های باز، چند قطبی، یکپارچه و مشترک با هدف بهبود کیفیت زندگی ساکنان و توریست‌ها استفاده می‌کنند. بهینه‌سازی منابع برای عملکرد سیستم‌ها در مقصدهای گردشگری هوشمند، که چنین مفهومی را به پایداری ارتباط می‌دهد، امری جدایی ناپذیر است.

## اکوسیستم
یک شهر هوشمند را به عنوان یک اکوسیستم تعریف می کنند که عمدتاً از طریق استفاده مؤثر از تکنولوژی با هدف بهبود کیفیت زندگی شهروندان و با بکارگیری سیستم‌ها و خدمات یکپارچه ایجاد می شود. راه حل‌های هوشمندی که در نوسازی آنلاین مجوز، خدمات گیت الکترونیکی در فرودگاه‌ها و سیستم‌های حمل و نقل یکپارچه، از جمله پارکینگ و غیره، بکار گرفته شده اند با هدف کلی برای خدمت به سهامداران اصلی و ایجاد تجربیات مثبت همسو هستند. در اصل واژه «شهر هوشمند» برای نشان دادن مدل تجاری مورد استفاده در یک شهر استفاده می‌شود چون به این معنی است که اهدافی خاص چگونه با استفاده از سیستم‌ها و  فرایندهایی نوآورانه با جهت‌گیری سهامداران همسو هستند و نیاز آنها را برآورده می کند. در قلب این موضوع، مدیریت نوآوری و تغییر از طریق راه حل‌های فنی و فرایندهای مشارکتی که زمینه تحقق اهداف را تشکیل می‌دهند وجود دارد.
شهرهای هوشمند ویژگی‌های خاصی دارند که مبنایی برای تحقق اهداف را تشکیل می‌دهند. این ویژگی‌ها عبارتند از: فناوری اطلاعات و ارتباطات کارآمد (ICT) بسترهای مشترک برای تعامل با سهامداران از تولید ایده تا مراحل راه حل محصول، استفاده مؤثر از داده تولید شده از طریق رابط‌ها با سهامداران اصلی، از جمله در دسترس بودن داده‌های بزرگ با استفاده از سیستم‌های دولتی. مفهوم شهر هوشمند بر سرمایه انسانی و زیرساخت با مدیریت اطلاعات در هسته خود تأکید دارد. راه حل‌های هوشمند، عملکردی است که از مهارت‌های کلیدی کارکنان برای تحویل نتایج استفاده می کند. حل مسئله باید در قالب رویکردی باشد که از طریق ادغام سیستم‌های نهادهای بخش دولتی و خصوصی به دست می‌آید. سیستم عامل‌های مشترک بین سازمانی بخشی از این رویکرد را تشکیل می‌دهند که مبتنی بر یک معماری است که منجر به مشارکت‌های عمومی - خصوصی می‌شود. در مرکز این امر، ماهیت ارائه خدمات کلیدی (و راه حل‌ها) با هدف کلی بهره‌مندی جامعه و عموم مردم است که شامل اهداف رفاه اجتماعی است. این رویکرد با آخرین روند شهرنشینی که بر سرمایه انسانی تمرکز می‌کند، سازگار است. شهرهای هوشمند می‌توانند با استفاده از منابعی که به استقرار سیستم‌های اطلاعاتی و ارتباطی و راهبری مبتنی بر شفافیت، رضایت مشتری و کارایی وابسته هستند، به اهداف کلیدی دست یابند. علاوه بر این، مشخصه اصلی چنین شهرهایی شهروندان آن‌ها است که در سطح بالایی مشارکت دارند و از شبکه‌هایی استفاده می‌کنند که ارتباطات و هماهنگی بهتر را ممکن می‌سازند. پایه‌های یک شهر هوشمند اساساً افراد، فناوری و فرایندهایی هستند که در آن با بخش‌های مختلف از جمله بهداشت، آموزش، حمل و نقل، مخابرات، گردشگری، تسهیلات، امنیت عمومی و ساختمان‌ها ارتباط برقرار می‌کنند.

## ویژگی‌های یک شهر هوشمند
هوشمند را می‌توان در برگیرنده شش عنصر خلاصه کرد: جابجایی هوشمند، دولت هوشمند، اقتصاد هوشمند، شهروند هوشمند، زندگی هوشمند و محیط زیست هوشمند. ویژگی‌های مربوط به فناوری، ساختمان‌ها، تأسیسات، حمل و نقل و زیرساخت جاده‌ها و خود شهر هوشمند (که در اصل توسط Sorrell شناسایی شد) ویژگی‌هایی بودند که اساساً برای تعریف مفهوم «شهر هوشمند» مورد استفاده قرار گرفتند.

## رتبه‌بندی شهرهای هوشمند
رتبه‌بندی شهرهای هوشمند در سال ۲۰۱۵ نشان می‌دهد که بارسلونا با عنوان «بالاتر از حد متوسط» در تمامی ویژگی‌های مربوط به مفهوم شهر هوشمند شناخته شده‌است، اگرچه شهرهایی مانند نیویورک و سنگاپور در مورد ویژگی‌های خاصی بالاتر از بارسلونا قرار گرفتند، با این حال، در رده‌بندی سال ۲۰۱۶، سنگاپور که سال قبل در جایگاه پنجم قرار داشت، در موقعیت برتر قبل از بارسلونا قرار گرفت.

بیشترین تعداد گردشگران در سال ۲۰۱۶ در بانکوک(۱۹٫۴۱)، لندن(۱۹٫۰۶)، پاریس(۱۵٫۴۵) و دبی(۱۴٫۸۷) مشاهده شده‌است.
هماهنگی از ذات است که به مردم، سیستم‌ها و فرایندها مربوط می‌شود، که نیاز است با هم در ارائه وعده‌های مطرح شده در چشم‌انداز شادی، همکاری کنند. پیش‌بینی می‌شود که تا سال۲۰۲۵–۲۶ شهرهای هوشمند عمدتاً از شمال آمریکا و اروپا ظهور کنند.

## مولفه‌های خاص گردشگری هوشمند
ژانگ، لی و لیو مقاصد گردشگری هوشمند را شناسایی کردند که متشکل از سه مؤلفه خاص از قبیل خدمات ابری، اینترنت اشیا IoT و سیستم خدمات اینترنتی کاربر نهایی است.
ویژگی کلیدی خدمات ابری این است که دسترسی مبتنی بر مرورگر وب را به انواع ابزارهای تکنولوژیکی شامل کاربردها، نرم‌افزارها و داده‌ها فراهم می‌کند. مقاصد هوشمند را با پشتیبانی از مدیریت اطلاعات / تجزیه و تحلیل و پیچیدگی در ارتباط با اتوماسیون و کنترل فراهم می‌کند. سیستم‌های سرویس کاربر نهایی از کاربران با ابزارها (تجهیزات) و برنامه‌های کاربردی برای دسترسی به خدمات مرتبط با گردشگری پشتیبانی می‌کنند. این موارد شامل کاربردهایی هستند که هم راستا با خدمت رسانی به توریست‌ها هستند و امکان دسترسی به محصولات و خدمات پشتیبانی مثل استفاده از سیستم پرداخت و رابط را فراهم می‌آورند.
به‌طور خلاصه، ویژگی‌های کلیدی مقصد گردشگری هوشمند عبارتند از دیجیتالی کردن سیستم‌ها، فرایندها و خدمات، سطح بالاتری از رابط بین گردشگران و مقصد که جامعه و دولت محلی را در میان بخش‌های دیگر مورد توجه قرار می‌دهد؛ سطح بالاتری از تعامل، محل اقامت و محل ارائه محصولات / خدمات؛ سطح بالاتر تولید داده و استفاده از طریق سیستم‌های هوشمند یکپارچه؛ و بالاتر از همه، جهت‌گیری بهتر در جهت مدیریت تجربیات گردشگری. ایجاد و مدیریت تجارب گردشگری در ماهیت، یکی از اهداف اصلی سیستم‌های هوشمند گردشگری است.

## مقایسه Frameworks ادراکی در شهرهای هوشمند و توریسم هوشمند
مفاهیم شهر هوشمند و مفاهیم گردشگری هوشمند به‌طور عمده به دلیل عناصر بنیادین عمیق خود، پدیده‌های وابسته و نزدیکی هستند. با این حال، تفاوت عمده بین این دو این است که شهرهای هوشمند به ساکنان خود خدمت می‌کنند در حالی که گردشگری هوشمند عمدتاً به سوی توریست‌ها گرایش دارد. در اصل، شهرهای هوشمند و گردشگری هوشمند زیرساخت‌ها و همچنین امکانات را به همراه فراهم کردن راه حل هایی مربوط به ساکنان و توریست‌ها به اشتراک می‌گذارند. با این حال، ادبیات این حوزه به‌طور جداگانه به این این دو مقوله پرداخته است و بدنه دانش به دو زیر مجموعه مجزا از پدیده «هوشمند» تبدیل شده‌است. هر چند این دو ایده با استفاده از نقاط کانونی جداگانه بررسی شده‌اند، مؤلفه‌های مشترک باید در سایه یک ساختار نظری درک شوند.

شهرهای هوشمند به پنج سطح طبقه‌بندی می‌شوند: محیط طبیعی، زیرساخت سخت‌افزاری مبتنی بر ICT، خدمات، زیرساخت نرم‌افزاری و افراد. سطح ۱ شامل منابع زیست‌محیطی طبیعی است، شامل تمام ویژگی‌های محیطی مانند دریاچه‌ها، جنگل‌ها، رودخانه‌ها و غیره می‌شود. سطح۲ شامل تمام ویژگی‌های مرتبط باICT است که از طریق مداخله انسانی ساخته می‌شوند، مانند منابع زیر بنایی از جمله مدارس، پارک‌ها، پل‌ها، ساختمان‌ها، وغیره. سطح ۳ مربوط به سیستم‌های اطلاعاتی ICT مبتنی بر سخت‌افزار است که شامل supercomputers، سیستم‌های اطلاعاتی و شبکه‌ها، severs و غیره می‌شود، سطح ۴ در مورد خدماتی است که تحت خدمات شهری هوشمند تعریف می‌شوند و شامل برنامه‌ها، نرم‌افزار، پایگاه داده‌ها و داده‌ها می شود. سطح ۵ نیز شامل افرادی است که در یک شهر زندگی می‌کنند.

به‌طور خلاصه
این مدل‌ها دارای مشترکات و تفاوت‌هایی هستند، اما تا حد زیادی، تفاوت‌ها در آن‌ها متداول است. زیرساخت هوشمند برای تمام مدل‌هایی که سلامت، حمل و نقل، امنیت عمومی، حاکمیت، تأسیسات، و مدیریت داده را در بر می‌گیرد جدایی ناپذیر است. گرچه بسیاری از محققان تأکید کرده‌اند که ICT لزوماً جهت‌گیری «هوشمند» شهرها را تعریف نمی‌کند، پلت فرم ICT مشخصه اصلی اکثر چارچوب‌های مفهومی است و برای اجرای موفق مفهوم شهر هوشمند، جدایی ناپذیر است.
- شهر هوشمند
- گردشگری
- اکوسیستم